# Bolong yixianensis
Bolong yixianensis ("pequeño dragón de la Formación Yixian") es la única especie conocida del género extinto Bolong de dinosaurio ornitópodo iguanodóntido, que vivió a principios del período Cretácico, hace aproximadamente 125 millones de años, entre el Barremiense y el Aptiense, en lo que hoy es Asia. Los descriptores situaron a Bolong en Hadrosauroidea. Habría sido uno de los hadrosauroides más basales encontrados en Asia. Sus restos se encontraron en la Formación Yixian en el oeste de la provincia de Liaoning, China. Fue nombrado por Wu Wen-hao, Pascal Godefroit y Hu Dong-yu en 2010 y la especie tipo es Bolong yixianensis. El nombre del género deriva del chino Bao, "pequeño", y long, "dragón", una referencia a su pequeño tamaño. El nombre específico se refiere a la Formación Yixian que es donde se encuentra Liaoning. El holotipo , YHZ-001 , consiste en un cráneo con mandíbulas inferiores de las cuales falta una parte media. El fósil estaba muy comprimido. En 2013 se describió un segundo espécimen, ZMNH-M8812 , que consiste en un esqueleto casi completo de un animal muy joven. Fue encontrado por un granjero en la aldea de Xitaizhi.
Bolong era un animal relativamente pequeño con un peso estimado de 200 kilogramos. La cabeza es convexa y bastante gruesa con poderosas mandíbulas. Los dientes son relativamente grandes. Diferentes autapomorfiaw, características derivadas únicas, que se pueden establecerse son, una cavidad en la interfase del hueso lagrimal, el maxilar, la rama hacia atrás del hueso prefrontal, que consiste en una cavidad de profundidad de adelante hacia atrás por encima de los bordes del ojo. La protrusión inferior del predentario que se extiende hacia atrás paralelamente al borde inferior, la interfaz del predentario que ocupa menos de dos tercios de la altura del dentario, de manera que la punta frontal del dentario sobresale una tercera por encima del predentario, Y que los dientes en el maxilar superior tienen coronas dentales de las cuales la cresta principal se dobla en la punta del diente. El segundo espécimen mostró una autapomorfia distinta, el interior de los dientes maxilares está engrosado y encerrado de los bordes de corte delantero y trasero y está dividido por la mitad por un saliente vertical llamativa.